# Jean Lafitte (Luisiana)
Jean Lafitte es un pueblo ubicado en la parroquia de Jefferson en el estado estadounidense de Luisiana. En el Censo de 2010 tenía una población de 1903 habitantes y una densidad poblacional de 118,09 personas por km².. Su nombre proviene del militar y corsario Jean Lafitte.

## Geografía
Jean Lafitte se encuentra ubicado en las coordenadas 29°45′4″N 90°6′19″O / 29.75111, -90.10528. Según la Oficina del Censo de los Estados Unidos, Jean Lafitte tiene una superficie total de 16.11 km², de la cual 15.18 km² corresponden a tierra firme y (5.8%) 0.93 km² es agua.

## Demografía
Según el censo de 2010, había 1903 personas residiendo en Jean Lafitte. La densidad de población era de 118,09 hab./km². De los 1903 habitantes, Jean Lafitte estaba compuesto por el 91.33% blancos, el 1.37% eran afroamericanos, el 3.1% eran amerindios, el 1.16% eran asiáticos, el 0% eran isleños del Pacífico, el 0.42% eran de otras razas y el 2.63% pertenecían a dos o más razas. Del total de la población el 3.99% eran hispanos o latinos de cualquier raza.